# 近江八幡市立安土中学校

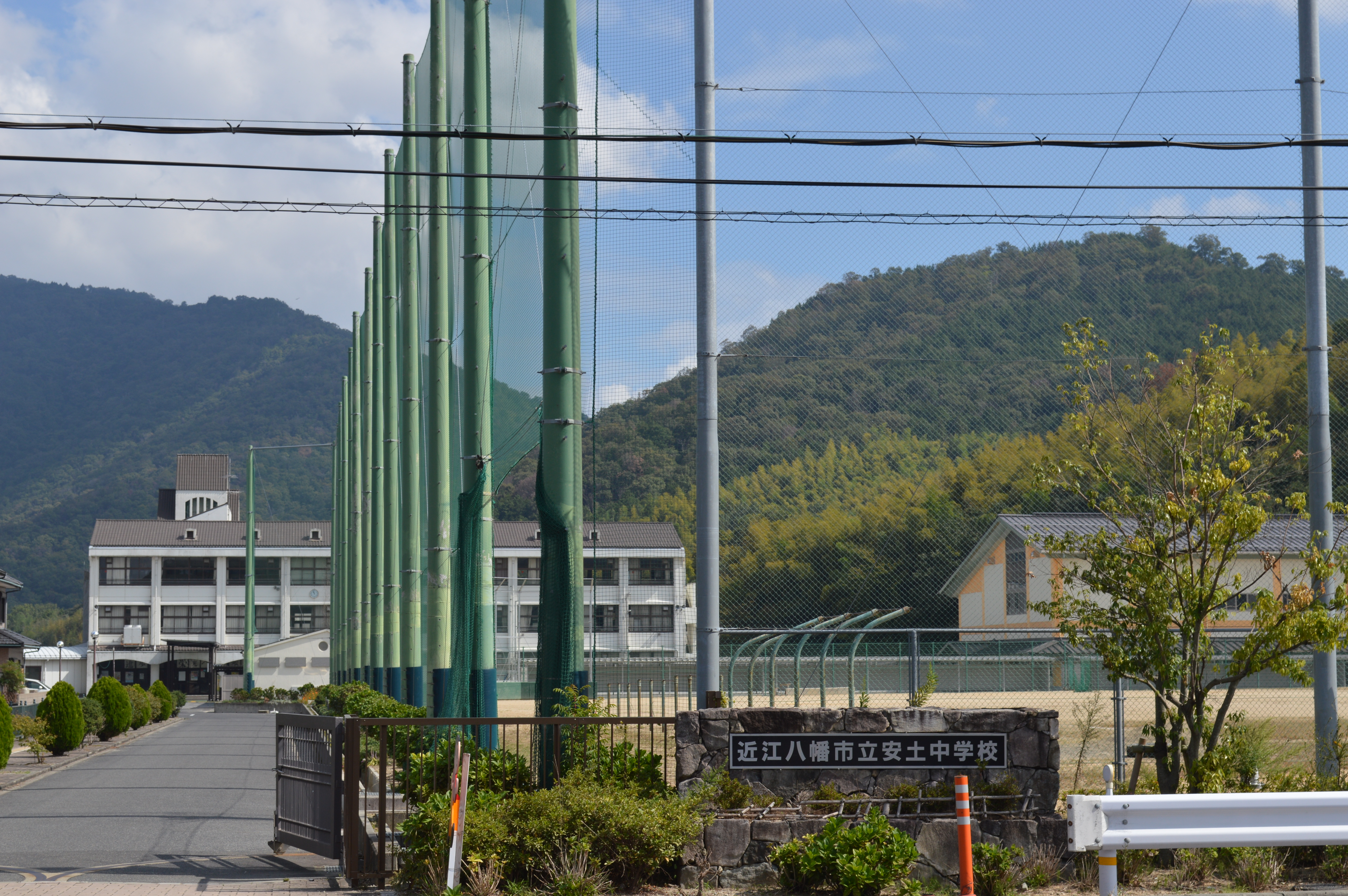

近江八幡市立安土中学校（おうみはちまんしりつ あづちちゅうがっこう）は、滋賀県近江八幡市安土町上豊浦にある市立中学校。略称「安中」（あんちゅう）。

## 沿革
- 1954年（昭和29年）4月20日 - 安土町立安土中学校開校。
- 2010年（平成22年）3月21日 - 安土町が近江八幡市に合併し近江八幡市立安土中学校に改称。